# Dieter Müllenborn
Dieter Müllenborn (* 3. September 1948 in Lindlar, Nordrhein-Westfalen) ist ein deutscher Elektroingenieur, Geschäftsführer und Vorstand internationaler Organisationen.

## Leben
Nach dem Studium der Elektrotechnik in Köln und einer Spezialisierung in Telekommunikation erschien 1975 erstmals unter seiner Mitarbeit das Fachbuch Grundlagen der Elektrotechnik im Vieweg Verlag in Wiesbaden. Inzwischen kam die 9. verbesserte und erweiterte Auflage heraus. Er widmete sich in mehr als 30 Jahren seiner Berufstätigkeit Vertriebsaufgaben in Iberoamerika. Seit 1992 war er Geschäftsführer der Firma Pepperl+Fuchs in Mexiko, einem High-Tech-Unternehmen, das sich der Produktion von Sensorprodukten für die Fabrikautomatisierung und Eigensicherheit in vorwiegend chemischen und petrochemischen Unternehmen widmet. Im Jahr 2011 beendete er sein Wirken in Mexiko und lebt heute in Freiburg im Breisgau.

## Mitgliedschaften und Auszeichnungen
- 1996 war er Mitbegründer des Rotarier-Clubs „Las Palmas“ in Mexiko-Stadt.
- Von 2000 bis 2004 war er Mitglied des Vorstandes der Deutsch-Mexikanischen Industrie- und Handelskammer (CAMEXA) und von 2002 bis 2004 deren Präsident.
- In der Zeit von 2004 bis 2010 war er Vorsitzender des Patronato de la Industria Alemana para la Cultura en México (Kulturstiftung der Deutschen Industrie in Mexiko).
- Für seine besonderen Verdienste um die deutsch-iberoamerikanischen Beziehungen wurde er 2009 mit dem Bundesverdienstkreuz am Bande ausgezeichnet.[1]

## Schriften
- mit Johann Reth, Hellmut Kruschwitz: Grundlagen der Elektrotechnik. Vieweg, Braunschweig, Wiesbaden 1986, ISBN 3-528-44016-3.